# Ленінська сільська рада (Жабинківський район)
Ленінська сільська́ ра́да (біл. Ленінскі сельсавет) — адміністративно-територіальна одиниця у складі Жабинківського району Берестейської області Білорусі. Адміністративний центр — селище Ленінський.

## Склад ради
Населені пункти, що підпорядковувалися сільській раді станом на 2009 рік:
| Населений пункт | Тип    | Населення, осіб (2009) |
| --------------- | ------ | ---------------------- |
| Богдани         | село   | 32                     |
| Бусни           | село   | 202                    |
| Вулька          | село   | 11                     |
| Йожики          | село   | 42                     |
| Ленінський      | селище | 1705                   |
| Мищиці          | село   | 64                     |
| Рогозно         | село   | 118                    |
| Филипповичі     | село   | 79                     |
| Ходоси          | село   | 45                     |
| Чижевщина       | село   | 219                    |
| Шелухи          | село   | 36                     |

## Населення
За переписом населення Білорусі 2009 року чисельність населення сільської ради становила 2553 особи.

### Національність
Розподіл населення за рідною національністю за даними перепису 2009 року:
| Національність                | Осіб | Відсоток |
| ----------------------------- | ---- | -------- |
| білоруси                      | 2280 | 89,31 %  |
| росіяни                       | 142  | 5,56 %   |
| українці                      | 108  | 4,23 %   |
| поляки                        | 12   | 0,47 %   |
| національність не повідомлена | 3    | 0,12 %   |
| німці                         | 2    | 0,08 %   |
| вірмени                       | 1    | 0,04 %   |
| молдовани                     | 1    | 0,04 %   |
| латиші                        | 1    | 0,04 %   |
| болгари                       | 1    | 0,04 %   |
| румуни                        | 1    | 0,04 %   |
| національність не вказана     | 1    | 0,04 %   |
| Разом                         | 2553 | 100 %    |